# Dynasty Warriors 9
Dynasty Warriors 9 est un jeu vidéo de type hack 'n' slash développé par le studio Omega Force et édité par Koei Tecmo exclusivement sur PlayStation 4 au Japon, et sur PlayStation 4, Xbox One et PC sur les marchés occidentaux,.
Le jeu est sorti au Japon le 8 février 2018, et en Occident le 13 février de la même année,.

## Système de jeu
Dynasty Warriors 9 est un jeu de type hack 'n' slash, incluant quelques phases basées sur la furtivité. 
Par rapport aux précédents Dynasty Warriors, ce nouvel épisode rajoute des nouveaux éléments de gameplay, le principal étant l’introduction d'un monde ouvert. Les joueurs peuvent se déplacer librement sur une carte de la Chine de la période des trois royaumes, et ce aussi bien à pied, qu'à cheval ou en bateau. Malgré cette liberté de mouvement, le jeu se concentre sur des environnements habituels de la série, tels que les villes et villages, ainsi que les lieux où se déroulent les grandes batailles,. La carte évolue au fur et à mesure que les joueurs complètent les missions de l’histoire principale. Ces dernières peuvent être résolues plus facilement en remplissant au préalable des missions secondaires qui leur sont associées.
Les joueurs peuvent envahir et infiltrer les fortifications ennemies en utilisant un grappin. Un cycle jour/nuit et un système de météo dynamique sont également implémenté dans le jeu. Ces changement ne sont pas simplement d'ordre esthétique, car la luminosité et la météo affectent la vue des ennemis et, donc, leur capacité à repérer le personnage du joueur.

### Personnages jouables
La totalité des 84 personnages de Dynasty Warriors 8: Empires est présent dans Dynasty Warriors 9. De nouveaux personnages sont également inclus dans le jeu, dont l’un fait sa première apparition dans le spin-off Warriors All-Stars,.
Le tableau suivant liste les différents personnages jouables du jeu. Ceux qui apparaissent pour la première fois dans un Dynasty Warrior ont un astérisque (*) à côté de leur nom
| Wei         | Wu             | Shu          | Jin           | Autres     |
| ----------- | -------------- | ------------ | ------------- | ---------- |
| Cai Wenji   | Da Qiao        | Bao Sanniang | Deng Ai       | Chen Gong  |
| Cao Cao     | Ding Feng      | Fa Zheng     | Guo Huai      | Diao Chan  |
| Cao Pi      | Gan Ning       | Guan Ping    | Jia Chong     | Dong Zhuo  |
| Cao Ren     | Han Dang       | Guan Suo     | Sima Shi      | Lü Bu      |
| Dian Wei    | Huang Gai      | Guan Xing    | Sima Yi       | Lu Lingqi  |
| Guo Jia     | Lianshi        | Guan Yinping | Sima Zhao     | Meng Huo   |
| Jia Xu      | Ling Tong      | Guan Yu      | Wang Yuanji   | Yuan Shao  |
| Li Dian     | Lü Meng        | Huang Zhong  | Wen Yang      | Zhang Jiao |
| Pang De     | Lu Su          | Jiang Wei    | Xiahou Ba     | Zhurong    |
| Wang Yi     | Lu Xun         | Liu Bei      | Zhang Chunhua | Zuo Ci     |
| Xiahou Dun  | Sun Jian       | Liu Shan     | Zhong Hui     | Dong Bai*  |
| Xiahou Yuan | Sun Ce         | Ma Chao      | Zhuge Dan     | Hua Xiong* |
| Xu Huang    | Sun Quan       | Ma Dai       | Xin Xianying* | Yuan Shu*  |
| Xu Zhu      | Sun Shangxiang | Pang Tong    |               |            |
| Xun Yu      | Taishi Ci      | Wei Yan      |               |            |
| Yu Jin      | Xiao Qiao      | Xing Cai     |               |            |
| Yue Jin     | Zhou Tai       | Xu Shu       |               |            |
| Zhang He    | Zhou Yu        | Yue Ying     |               |            |
| Zhang Liao  | Zhu Ran        | Zhang Bao    |               |            |
| Zhenji      | Cheng Pu*      | Zhang Fei    |               |            |
| Cao Xiu*    | Xu Sheng*      | Zhao Yun     |               |            |
| Man Chong*  |                | Zhuge Liang  |               |            |
| Xun You*    |                | Zhou Cang*   |               |            |
|             |                | Xiahouji*    |               |            |

## Développement
Lors d'une interview accordée au magazine japonais Famitsu en mai 2016, Kenichi Ogasawara, le manager d'Omega Force dit que "l'évolution entre Dynasty Warriors 7 et 8 a été insuffisante" et espère que l’annonce du prochain jeu de la série aura "un grand impact".
Le jeu est révélé en décembre de la même année au cours d’un brodcast intitulé "Greatest Games Lineup in History", qui eut lieu en présence d'Atsushi Morita, le Président de Sony Computer Entertainment Japon Asie (SCEJA). Atsushi a présenté personnellement le titre; puis les différents filiales occidentales de Koei Tecmo ont suivi et annoncé à leur tour que le jeu était en développement. Contrairement aux précédents épisodes de la série, Dynasty Warriors 9 sera un monde ouvert, permettant aux joueurs d’entrer et de sortir des villes et d’explorer librement une carte de la Chine continentale, avec des différences considérables d’altitude entre les différents point de ladite carte.
Lors d'une interview accordée à Famitsu, Masaki Furusawa et Akihiro Suzuki, deux membres de Koei Tecmo, ont révélé que les 83 personnages présents dans  Dynasty Warriors 8: Empires seront tous présents dans le jeu. Ils annoncent également que Zhou Cang sera l’un des nouveaux personnages jouables, après avoir fait une première apparition dans Musou Stars. Dans les précédents opus de la série, le système de combat était basé sur des enchaînements de combos, que le joueur déclenchait en appuyant sur deux boutons correspondant respectivement aux attaques légères et lourdes. Ce système sera modifié dans DW 9.
En septembre 2017, Koei Tecmo annonce que le jeu devrait sortir début 2018, avant de confirmer quelque temps après que le jeu sortira au Japon le 8 février 2018, et en Occident le 13 février 2018.

### Accueil critique
Selon le site Metacritic, qui a collecté et compilé les notes attribuées au jeu, Dynasty Warriors 9 a reçu des notes et appréciations "mitigées ou moyennes".
Le magazine Japonais Famitsu note le jeu 9/9/9/8, pour une note globale de 35/40.

### Ventes
Lors de la première semaine de vente, il s‘est écoulé au Japon 117 495 exemplaires de la version PlayStation 4 de  Dynasty Warriors 9 , ce qui en fait le second jeu le plus vendu sur cette période,  supports physique et numérique confondu.

## Extension
Le 27 septembre 2020, Koei Tecmo annonce la sortie a venir d'une extension intitulée Dynasty Warriors 9 : Empires. Comme les extensions Empires des précédents Dynasty Warriors, elle sera davantage axée sur la stratégie que sur le hack and slash, avec pour objectif d'unir la Chine sous une seule bannière, par la diplomatie et les batailles de siège. Le jeu doit sortir sur les consoles PlayStation 5, PlayStation 4, Xbox One, Nintendo Switch, ainsi que sur PC, ce qui en fera le premier jeu de la licence Warriors à sortir sur une console de neuvième génération. 
La sortie du jeu était initialement prévue pour début 2021, mais Koei Tecmo annonce en mars 2021 que la sortie est réportée à une date non précisée. Contrairement au Dynasty Warriors 9 original, ce spin-off ne sera pas en monde ouvert mais utilisera de nombreux assets du monde ouvert dans son gameplay1.